# E. E. Cummings
Pour les articles homonymes, voir Cummings.
Œuvres principales
- Tulipes et cheminées
- L'Énorme Chambrée
- 95 Poèmes

Edward Estlin Cummings, plus connu sous le diminutif de e. e. cummings (né le 14 octobre 1894 à Cambridge, Massachusetts et mort le 3 septembre 1962), est un poète, écrivain et peintre américain.
Son œuvre est composée de plus de deux mille neuf cents poèmes, de quelques pièces, d'essais, et de deux nouvelles ainsi que de nombreux dessins, esquisses et peintures. Il est l'un des grands poètes du XXe siècle et l'un des plus populaires.

## Nom et majuscules
Ses éditeurs ont souvent rendu hommage à son emploi très atypique des majuscules et des règles de ponctuation en publiant ses œuvres sous le nom en minuscules comme ceci : e.e. cummings. Ces initiales, ponctuées mais non espacées, sont celles de ses deux prénoms : Edward Estlin. Cummings est célèbre pour son emploi fort peu orthodoxe des majuscules et des règles de ponctuation, et pour son utilisation avant-gardiste des conventions syntaxiques. On retrouve dans ses écrits des signes de ponctuation inattendus ou déplacés, qui peuvent interrompre une phrase, voire un mot. Nombre de ses poèmes sont typographiés de façon irrégulière sur la page, de telle sorte qu'il est souvent difficile de les lire à haute voix.

## Biographie

### Jeunesse et famille
Cummings est né à Cambridge dans le Massachusetts, en 1894. Il est le fils d'Edward et Rebecca Haswell Clarke Cummings. Son père est un professeur de sociologie et de science politique à Harvard puis pasteur unitarien. Il est l'aîné d'une famille de deux enfants, sa sœur Elizabeth est sa cadette de six ans. Lui et son fils sont proches et Edward est l'un des plus ardents défenseurs de Cummings et de son œuvre. Élevé au sein d'une famille ayant un haut niveau d'éducation, il commence à écrire de la poésie dès l'âge de 10 ans.

### Études
Il fait ses études secondaires à la Cambridge Latin High School. Ses premiers poèmes sont publiés dans la Cambridge Review, le journal de l'école.
De 1911 à 1916, il étudie à Harvard, où il obtient son Bachelor of Arts en 1915 puis un Master's degree en anglais et études classiques en 1916. Pendant son séjour à Harvard, il se lie d'amitié avec John Dos Passos et vit dans le dortoir Thayer (chambre 306), du nom de la famille d'une de ses connaissances de Harvard, Scofield Thayer. Plusieurs de ses poèmes sont publiés dans le Harvard Monthly dès 1912. Cummings lui-même travaille au journal de l'école avec ses camarades du Harvard Aesthetes Dos Passos et S. Foster Damon. En 1915, ses poèmes sont publiés dans le Harvard Advocate.
Très jeune, Cummings a étudié les langues grecque et latine. Son affinité pour chacune se manifeste dans ses œuvres, telles que ΧΑΙΡΕ (en grec ancien : « Réjouis-toi ! »), un recueil de poésie de 1950, Anthropos (en grec ancien : « être humain »), le titre d'une de ses pièces, et Mea puella (en latin : « ma fille »), le titre de son plus long poème.
Lors de sa dernière année à Harvard, Cummings est influencé par des écrivains comme Gertrude Stein et Ezra Pound. Il obtient une mention magna cum laude en 1916, en présentant son travail controversé intitulé The New Art. Cette présentation lui donne un premier aperçu de la notoriété, comme il est parvenu à donner la fausse impression que la bien-aimée poétesse, Amy Lowell, que lui-même admire, est « anormale », il est alors très critiqué dans les journaux. En 1920, les premiers poèmes de Cummings sont publiés dans un recueil de poésie intitulé Eight Harvard Poets.

### Carrière

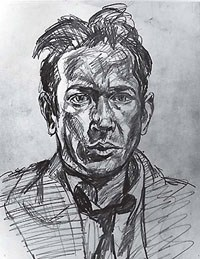
Autoportrait de Cummings, vers 1920

En 1917, Cummings s'engage dans le Norton-Harjes Ambulance Corp, avec son camarade d'études et ami John Dos Passos. La nouveauté que représente les véhicules automobiles et donc les ambulances, font de la conduite une activité acceptable pour les jeunes Américains bien éduqués. Pour cette raison, pendant la Première Guerre mondiale, plus d'écrivains célèbres s'engagent, au sein des services de santé, que dans toute autre guerre jusqu'ici. Ils sont au moins vingt-trois, dont Hemingway, à s'engager dans le corps des ambulanciers.
À cause d'un quiproquo administratif, Cummings n'est pas assigné à une unité d'ambulances pendant cinq semaines, qu'il passe à Paris. Il tombe amoureux de la ville, dans laquelle il retourne tout au long de son existence.
Le 21 septembre 1917, juste cinq mois après son engagement, il est arrêté avec son ami, William Slater Brown, sur suspicion d'espionnage. Tous deux ont ouvertement exprimé leur point de vue pacifiste ; Cummings a clairement indiqué son absence de toute haine pour les Allemands. Ils sont envoyés dans le camp de détention militaire du « Dépôt de Triage » à La Ferté-Macé, où ils se languissent pendant trois mois et demi. Cummings relate sa vie au camp dans son roman, L'Énorme Chambrée (The Enormous Room) à propos duquel F. Scott Fitzgerald a dit : « De toutes les œuvres des jeunes hommes qui ont éclos depuis 1920 un livre demeure, The Enormous Room de e e cummings… Rares sont ceux qui donnent vie à des livres et sont capables de supporter l'idée de leur immortalité. »
Il est relâché du camp le 19 décembre 1917, après de nombreuses interventions politiques de la part de son père. Cummings rentre aux États-Unis pour le Nouvel an 1918. Cette même année, il est mobilisé par l'United States Army. Il sert dans la 73e division d'infanterie à Fort Devens dans le Massachusetts, jusqu'en novembre 1918. Il collabore durant les années suivantes à la revue newyorkaise The Dial (en), tête de pont du courant moderniste.
Cummings retourne à Paris en 1921 et y séjourne pendant deux ans avant de rentrer à New York. Pendant les années 1920 et 1930 il retourne souvent à Paris et voyage à travers l'Europe, où il rencontre entre autres, Pablo Picasso. En 1931, il se rend en URSS, il décrit son voyage dans Eimi, qui paraît deux ans plus tard. À cette époque, il visite également l'Afrique du Nord et le Mexique, puis travaille comme essayiste et portraitiste pour le magazine Vanity Fair (1924 à 1927).

### Vie privée
En 1926, le père de Cummings meurt dans un accident de voiture. Bien que grièvement blessée, sa mère survit. Cummings décrit l'accident dans sa série de Six Non-Lectures qu'il donne à Harvard entre 1952 et 1953 :

« … une locomotive coupa la voiture en deux, tuant mon père sur le coup. Lorsque deux cheminots sautèrent du train arrêté, ils virent une femme debout – étourdie mais debout – à côté d'une machine mutilée; avec du sang s'écoulant (comme me le dit le plus âgé) de sa tête. L'une de ses mains (ajouta le plus jeune) ne cessait de tâter sa robe, comme si elle cherchait à découvrir pourquoi elle était mouillée. Ces hommes prirent les bras de ma mère âgée de soixante-six ans et tentèrent de la conduire vers une ferme proche; mais elle les repoussa, se rendit aussitôt auprès du corps de mon père, et demanda à un groupe de spectateurs effarés de le recouvrir. Quand ce fut fait (et seulement alors) elle les laissa la conduire ailleurs. »

La mort de son père a un profond impact sur Cummings et son œuvre, qui commence une nouvelle période de sa vie artistique. Il se consacre alors, dans ses poèmes, aux aspects essentiels de la vie. Cummings commence cette nouvelle période en rendant hommage à la mémoire de son père dans le poème my father moved through dooms of love.

### Mariages
Cummings se marie deux fois et vit également un très long concubinage. Elaine Orr est sa première épouse. Tout commence par un adultère, en 1919, alors qu'elle est mariée à Scofield Thayer, l'un des amis de Cummings à Harvard. De cette union naît une fille, Nancy, née le 20 décembre 1919 et morte le 11 août 2006. Elle est le seul enfant de Cummings. Après avoir obtenu son divorce d'avec Thayer, Elaine épouse Cummings le 19 mars 1924. Cette union ne dure que neuf mois. Elaine le quitte pour un riche banquier irlandais, et part avec sa fille pour le pays de son nouvel époux. Selon les termes du divorce, Cummings obtient la garde de sa fille, Nancy, trois mois par an, mais Elaine ne respecte pas cet accord. Elle meurt en 1974. Cummings ne revoit pas sa fille avant 1946.
Il épouse ensuite Anne Minnerly Barton, le 1er mai 1929. Ils se séparent en 1932. Cette même année, Anne obtient par procuration un divorce au Mexique, qui n'est pas officiellement reconnu aux États-Unis avant août 1934.
Après sa séparation avec Anne, il rencontre Marion Morehouse (née le 9 mars 1906 à South Bend, dans l'Indiana et morte le 18 mai 1969 à Greenwich Village, à New York), qui est mannequin et photographe. On ne saura jamais clairement s'ils furent légalement mariés, Morehouse vit cependant avec Cummings jusqu'à la mort de celui-ci en 1962. Elle a vécu ses dernières années au 4 Patchin Place à Greenwich Village, où Cummings résida jusqu'au 8 septembre 1924.

### Dernière décennie
En 1952, son alma mater, Harvard, lui offrit une chaire de professeur honoraire invité. La Charles Eliot Norton Lectures où il présente entre 1952 et 1953 ce qui sera plus tard recueilli dans son i: six nonlectures.
Cummings passe les dix dernières années de sa vie à voyager, passant son temps dans des conférences où il est invité et ses étés dans sa résidence de Joy Farm, à Silver Lake dans le New Hampshire.
Il meurt d'une attaque, le 3 septembre 1962, à l'âge de 67 ans, à Joy Farm sa maison située à North Conway (New Hampshire) où il passait l'été depuis son enfance. Il repose au Forest Hills Cemetery de Boston, avec sa troisième épouse Marion Morehouse Cummings.

## Construction poétique
Sa poétique, marquée par 1914-1918, et les rencontres avec Ezra Pound et Gertrude Stein, portent toutes les caractéristiques avant-gardistes, même si, formellement, on trouve de nombreux sonnets parmi ses poèmes, ainsi que des acrostiches. La poésie de Cummings traite souvent des thèmes de l'amour et de la nature, mais aussi satirise les relations entre l'individu et la société ou le monde ; ses formes et ses thèmes poétiques peuvent être considérés comme étant dans la continuité de la tradition post-romantique épique. Cependant, son œuvre poétique en général est imprégnée d'un style unique de syntaxe où mots et fragments de phrases s'arrangent et se réarrangent de manière inédite, et ses poèmes les plus frappants ne sont pas particulièrement remarquables par leur innovation typographique ou orthographique mais plutôt par leur créativité syntaxique.
En 1960, Luciano Berio compose Circles, mise en musique de trois poèmes de Cummings : "Stinging", "Riverly" et  "n(o)w".
En 1970, Pierre Boulez compose Cummings ist der Dichter à partir des poèmes de Cummings regroupés sous le titre Poems, 1923-1954.
Plusieurs de ses poèmes sont arrangés par Marco Stroppa en forme de musique électronique, notamment ... of silence

## Récompenses
Tout au long de son existence, Cummings a reçu de nombreuses récompenses pour son œuvre, dont :
- Dial Award (1925)
- Guggenheim Fellowship (1933)
- Shelley Memorial Award de poésie (1944)
- Prix Harriet Monroe de la revue Poetry (1950)
- Fellowship of American Academy of Poets (1950)
- Guggenheim Fellowship (1951)
- Charles Eliot Norton Professorship de Harvard (1952–1953)
- Nommé au National Book Award pour Poems, 1923-1954 (1957)
- Bollingen Prize de poésie (1958)
- Boston Arts Festival Award (1957)

## Œuvres choisies
- The Enormous Room, New York : Boni and Liveright, 1922. (OCLC 1136723)
- Tulips and Chimneys, New York : T. Seltzer, 1923. (OCLC 2496305)
- &, New York : [s.n.], 1925. (OCLC 4196435)
- XLI Poems, New York : Dial Press 1925. (OCLC 1629883)
- is 5, New York : Boni & Liveright, 1926. (OCLC 247950)
- HIM, New York : Boni & Liveright, 1927. (OCLC 281023)
- VV, New York : H. Liveright, 1931. (OCLC 838040)
- Eimi, New York : W. Sloane Associates, 1933. (OCLC 3174330)
- No Thanks, New York : Golden Eagle Press, 1935. (OCLC 1972247)
- 50 Poems, New York : Grosset & Dunlap, 1940. (OCLC 3678129)
- 1 × 1, New York : Harcourt : Brace & World, 1944. (OCLC 7566574)
- XAIPE: Seventy-One Poems, New York : Oxford University Press, 1950. (OCLC 2489719)
- i—six nonlectures, Cambridge : Harvard University Press, 1953. (OCLC 43074897)
- Poems, 1923-1954, New York : Harcourt, Brace, 1954. (OCLC 282993)
- 95 Poems, New York : Harcourt, Brace, 1958. (OCLC 6102900)
- Collected Poems, New York : Harcourt, Brace and company 1960. (OCLC 42874267)
- 73 Poems, New York : Harcourt, Brace & World, 1963. (OCLC 2047506) (posthume)
- Fairy Tales, New York : Harcourt, Brace & World, 1965. (OCLC 6129215) (posthume)

## Traductions françaises
- 23 Poèmes, traduit par D. Jon Grossman, Seghers, 1960
- Indignes paquets d’expression, lettres 1899-1962, traduit par Patrice Repusseau, Mercure de France, 1975
- 58 + 58 Poèmes, traduit par D. Jon Grossman, Christian Bourgois, 1978
- L'Énorme Chambrée, traduit par D. Jon Grossman, Christian Bourgois, 1979  (ISBN 2-267-00147-0) ; réédition, Paris, C. Bourgois, coll. Titres no 10, 2006  (ISBN 2-267-01833-0)
- Anthropos, L’Avenir de l’art, adapté par D. Jon Grossman, Le Temps qu’il fait, 1986
- 39 Poèmes choisis, traduit par Louis Elie, Théâtre Typographique, 1991
- Poème, traduit par Raymond Farina, Po&sie, n° 81, 1997
- Le Père Noël, adapté par D. Jon Grossman, L’Herne, 1998
- 50 Poèmes, traduit et préfacé par Thierry Gillybœuf, Le Taillis Pré, 2000
- La Guerre Impression, traduit et présenté par Jacques Demarcq, Æncrages, 2001
- 73 Poèmes, traduit et préfacé par Thierry Gillybœuf, Le Temps des cerises, 2001
- je:six inconférences, traduit et présenté par Jacques Demarcq, Clémence Hiver, 2001
- No Thanks, traduit et présenté par Jacques Demarcq, Clémence Hiver, 2003
- Contes de fées - 16 poèmes enfantins, traduit et présenté par Jacques Demarcq, Clémence Hiver, 2003
- Le vieil homme qui disait "pourquoi", traduit et préfacé par Thierry Gillybœuf, Finitude, 2003
- Tulipes & Cheminées, traduction et postface par Thierry Gillybœuf, La Termitière, 2004
- Poèmes choisis, traduit par Robert Davreu, José Corti, 2004
- 95 Poèmes, traduit et présenté par Jacques Demarcq, Points, 2006
- XLI Poèmes, traduit et préfacé par Thierry Gillybœuf, Éditions de la Nerthe, 2006
- Portraits 1, traduit et présenté par Jacques Demarcq, Æncrages, 2007
- & [et], traduit par Thierry Gillybœuf, préfacé par Philippe Blanchon, Éditions de la Nerthe, 2009
- Font 5, traduction et postface par Jacques Demarcq, Nous, 2011
- No thanks, traduction et postface par Jacques Demarcq, Nous, 2011
- 1 X 1 [Une fois un], traduction et postface par Jacques Demarcq, Éditions de la Nerthe, 2013
- Le personnel amour [Anthologie], traduction et préface par Philippe Blanchon, La Rivière Échappée, 2014
- XAIPE, traduit par Brice Matthieussent, éd. Héros-Limite, 2022.
- ViVa, suivi de Nouveaux poèmes, traduit et préfacé par Thierry Gillybœuf, Le Réalgar, 2023.

## Au cinéma et à la télévision
- Dans le fim In Her Shoes, réalisé par Curtis Hanson, en 2005, Cameron Diaz qui joue le rôle de Maggie Feller, dit le poème de Cummings, intitulé i carry your heart with me (i carry it in)[10],[11].
- Dans la série Urgences, Abby Lockhart, lors de son mariage avec Luka Kovac, récitera également un extrait de i carry your heart with me (i carry it in), dont la traduction française est : « Je porte ton cœur dans mon cœur. Je ne suis jamais sans lui et partout où je vais, tu vas. Et c'est ça le miracle qui fait briller mes étoiles dans mon ciel. »
- Dans le film Hannah et ses sœurs, Elliott (Michael Caine) est amoureux de Lee, la sœur de sa femme Hannah (Mia Farrow), et lui offre un recueil de poèmes de E.E. Cummings, en lui demandant d'en lire un en particulier, page 112 (une déclaration d'amour), dont le vers final est celui-ci : « nobody, not even the rain, has such small hands ».
- Dans la série The Hour, épisode 3 saison 1, le journaliste Freddy (Ben Whishaw) récite également un extrait de ce poème à la productrice Bel (Romola Garai) :

(i do not know what it is about you that closes
and opens;only something in me understands
the voice of your eyes is deeper than all roses)
nobody,not even the rain,has such small hands
- Dans le film Charlie St. Cloud, Charlie (Zac Efron) récite un extrait d'un poème d'E.E. Cummings : « trust your heart if the seas catch fire, live by love though the stars walk backwards ».